# Abel Hernández
Abel Mathías Hernández Platero (født 8. august 1990 i Pando, Uruguay) er en uruguayansk fodboldspiller, der spiller som angriber hos den engelske klub Hull City. Han har spillet for klubben siden september 2014. Tidligere har han repræsenteret de uruguayanske klubber Central Español og Peñarol.

## Landshold
Hernández står (pr. 1. september 2013) noteret for 10 kampe og syv scoringer for Uruguays landshold, som han debuterede for den 11. august 2010 i en venskabskamp mod Angola. Her scorede han det andet uruguayanske mål i sejren på 2-0.